# Distrikt Paiján
Der Distrikt Paiján liegt in der Provinz Ascope in der Region La Libertad in Nordwest-Peru. Der 79,32 km² große Distrikt hatte beim Zensus 2017 25.913 Einwohner. Im Jahr 1993 lag die Einwohnerzahl bei 19.133, im Jahr 2007 bei 23.194. Verwaltungssitz ist die 80 m hoch gelegene Stadt Paiján. Der Distrikt liegt im Küstentiefland nördlich des Río Chicama. Er reicht bis zu knapp 7 km an die Pazifikküste heran. Es wird bewässerte Landwirtschaft betrieben. Die Nationalstraße 1N (Panamericana) führt von Trujillo kommend an Paiján vorbei nach Norden.

## Geographische Lage
Der Distrikt Paiján liegt im zentralen Nordwesten der Provinz Ascope. Der Distrikt Paiján grenzt im Westen und Norden an den Distrikt Rázuri, im Osten an den Distrikt Casa Grande, im Südosten an den Distrikt Chocope sowie im Süden an den Distrikt Magdalena de Cao.